# Blue Tattoo
Blue Tattoo è il terzo album delle Vanilla Ninja.

## Il disco
In questo album delle Vanilla Ninja troviamo sonorità ancora più rock rispetto al precedente album Traces of Sadness, ma è sempre presente quella vena elettronica che contraddistingue le Vanilla Ninja.
L'album si apre con Blue Tattoo: brano che presenta atmosfere alquanto gothic, date anche dal intro di pianoforte. Segue Cool Vibes, canzone che presenta una linea di orchestrazione, specie di archi, che fanno altresì da intro al brano. Alla traccia 7 troviamo Hellracer, brano molto rock, in cui vi è presente un riff di tastiere molto interessante, che ricorda molto la canzone Summer Son dei Texas. Subito dopo troviamo la canzone I Know, in cui le voci di Lenna Kuurmaa e di Piret Järvis si intrecciano con chitarre e tastiere con un interessante ritmo. La canzone successiva Corner of My Mind è cantata interamente dalla nuova bassista e cantante del gruppo Triinu Kivilaan, dopo l'abbandono del gruppo da parte di Maarja Kivi. A chiusura dell'album troviamo le versioni estese dei brani Just Another Day to Live e Corner of My Mind
L'album è uscito il 1º agosto 2005 in versione limitata in doppio CD. Questa Limited Edition è formato da una prima parte di brani riarrangiati con tocchi di musica classica e da una seconda parte di canzoni in formato unplugged.

## Tracce

### CD 1
1. Blue Tattoo - 4:07
2. Cool Vibes - 3:00
3. Never Got to Know - 3:15
4. Just Another Day To Live - 4:41
5. I Don't Care At All - 3:54
6. The Coldest Night - 3:30
7. Hellracer - 3:34
8. I Know - 3:17
9. Corner Of My Mind - 3:37
10. Undercover Girl - 3:02
11. My Puzzle Of Dreams - 3:22
12. Nero - 3:34
13. Just Another Day To Live (Extended Version) - 9:24
14. Corner Of My Mind (Extended Version) - 7:24

- Blue Tattoo (CD-ROM Bonus Video)
- I Know (CD-ROM Bonus Video)

### CD 2
1. Just Another Day To Live (Classical Version) 4:34
2. Cool Vibes (Classical Version) 4:04
3. My Puzzle Of Dreams (Classical Version) 3:22
4. The Coldest Night (Classical Version) 3:32
5. Corner Of My Mind (Classical Version) 3:22
6. Blue Tattoo (Classical Version) 4:08
7. Nero (Classical Version) 3:30
8. I Don't Care At All (Unplugged Version) 3:53
9. Never Got to Know (Unplugged Version) 3:16
10. Hellracer (Unplugged Version) 3:27
11. I Know (Unplugged Version) 3:23
12. Undercover Girl (Unplugged Version) 2:59

- Cool Vibes (CD-ROM Bonus Video)
- I Know (Unplugged Version) (CD-ROM Bonus Video)

## Formazione
- Lenna Kuurmaa - chitarre voce
- Piret Järvis - chitarre voce
- Triinu Kivilaan - basso
- Katrin Siska - tastiere